# Kriton Arsenis
Kriton Arsenis, gr. Κρίτων Αρσένης (ur. 3 sierpnia 1977 w Salonikach) – grecki polityk i ekolog, poseł do Parlamentu Europejskiego VII kadencji, deputowany do Parlamentu Hellenów.

## Życiorys
Magisterium uzyskał w Harvard Kennedy School działającej w ramach Uniwersytetu Harvarda. Związany z organizacjami ekologicznymi, w 2005 stanął na czele programu zrównoważonego rozwoju Morza Egejskiego. W wyborach w 2009 uzyskał mandat posła do Parlamentu Europejskiego z ramienia Panhelleńskiego Ruchu Socjalistycznego (PASOK). Przystąpił do grupy socjalistycznej, a także do Komisji Ochrony Środowiska Naturalnego, Zdrowia Publicznego i Bezpieczeństwa Żywności oraz Komisji Rybołówstwa. W 2014 bez powodzenia ubiegał się o reelekcję z ramienia Syrizy. W 2019 z listy partii MeRA25 został natomiast wybrany do greckiego parlamentu.